# Acaçá

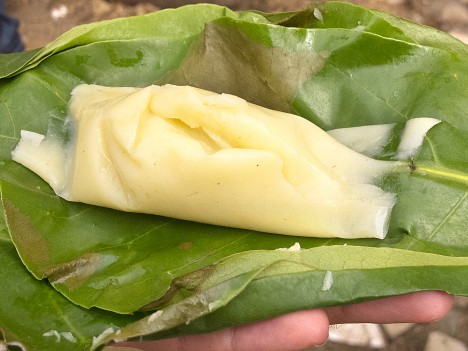
Uma comida dos Acaçás:Pamonha.

O Acaçá, (Àkàsà) ou Ecô (Eko) é uma comida ritual do candomblé e da cozinha da Bahia. Feito com milho branco ou vermelho, que fica de molho em água de um dia para o outro, e deve ser depois passado em um moinho para formar a massa que será cozida em uma panela com água, sem parar de mexer, até ficar no ponto. Este se adivinha quando a massa não dissolve, se pingada em um copo com água. Ainda quente, pequenas porções da massa devem ser embrulhadas em folha de bananeira já limpa, passada no fogo e cortada em pedaços de igual tamanho, para ficar tudo harmonioso.
Colocar a folha na palma da mão esquerda e colocar a massa. Com o polegar dobrar a primeira ponta da folha sobre a massa, dobrar a outra ponta cruzando por cima e virando para baixo, fazendo o mesmo do outro lado. O formato que resulta é o de uma pirâmide retangular.
Todos os orixás recebem o acaçá como oferenda.